# La smala s'en mêle
La smala s'en mêle est une série télévisée française en sept épisodes de 90 minutes créée par Didier Grousset et diffusée entre le 19 avril 2012 et le 18 mai 2016 sur France 2. Elle a aussi été diffusée en Suisse sur RTS Un et en Belgique sur La Une.

## Synopsis
Isabelle, mère de famille de 3 enfants dont deux adoptés (Pierre étant son vrai fils), investie dans les œuvres caritatives de sa paroisse, organise la fête de ses 25 ans de mariage. En se préparant elle constate que le placard de son mari est vide et que celui-ci lui a laissé un mot annonçant son départ « pour toujours ». Voulant garder bonne figure auprès de ses invités arrivés entre-temps, et surtout refusant ce départ, elle leur annonce que son mari a simplement eu un contre-temps.

## Distribution
- Michèle Bernier : Isabelle Garnier-Deshaies
- Marc Grosy : Franck Deshaies
- Julie de Bona : Wanda
- Mariama Gueye : Nelly Garnier
- Thomas Doucet : Pierre Garnier
- Rémy Yen : Kim Garnier
- Didier Cauchy : Luc
- Claire Nadeau : Mado
- Julie Victor : Jennifer
- Aurélie Bargème : Agathe (épisodes 1, 2, 3 et 6)
- Yves Pignot : Le patron des pompes funèbres
- Pierre Aussedat : Gilbert Letellier
- Édouard Collin : Rémi
- Katia Tchenko : Mme Dardel
- Ingrid Donnadieu : Magalie
- Selim Clayssen : Kamel
- Valérie Kirkorian : Dame pétition
- Gladys Cohen : La gitane
- Sébastien Cotterot : Assistant social Morona
- Fabrice Deville : Thomas Carteron
- Agnès Godey : Le proviseur
- Jessica Namyas : Ambre
- Maxime Roger : L'assistant de Frank (épisode 4)
- Micky Sébastian : Catherine, une commissaire de police (épisode 5)
- Gina Haller : Sybille
- Djedje Apali : Jean-Manuel
- Maryse Bernabe : Lara
- Laure Moutoussamy : Yolaine
- France Zobda : Florence
- Jean-Michel Tinivelli : Le directeur de la maison de retraite
- Édouard Collin : Benjamin, un prostitué ami de Wanda (épisode 1)

## Épisodes

### Épisode 1:Un nouveau départ
- Diffusion : 19 avril 2012 sur France 2 ; rediffusion : 18 mars 2014 sur TV5 Monde, 20 novembre 2015 sur France Ô, 30 septembre 2019 sur Gulli
- Audience : 5 972 000 téléspectateurs (22,3 % de part d'audience)

Isabelle Garnier mène une vie de famille parfaite, du moins en apparence : femme au foyer aisée et comblée, mère de trois enfants, elle trouve encore du temps pour se consacrer au bénévolat, avec la volonté d'aider d'anciens travailleurs du sexe à se reconvertir dans des métiers plus « conventionnels ». Mais le jour du 25e anniversaire de mariage de son couple, son mari prend subitement la fuite, emportant avec lui ses affaires et l'argent du ménage, laissant à sa femme un bref message et une lourde dette à la banque. Sans le sou ni aucune expérience professionnelle, elle se fait embaucher tant bien que mal dans une entreprise de pompes funèbres. N'oubliant pas sa volonté d'aider les ex-travailleurs du sexe, elle va trouver dans son nouveau job l'inspiration, et monter une étonnante entreprise d'aide à la personne…

### Épisode 2:Sauvage concurrence
- Diffusion : 24 octobre 2012 sur France 2
- Audience : 4 387 000 téléspectateurs (16,9 % de part d'audience)

Depuis que son mari l'a quittée, Isabelle a remis sa vie à flots. Complètement « in love » de Franck, son amant et collègue de travail aux pompes funèbres, Isabelle voit bel et bien l'avenir en rose ! Mais c'est sans compter sur le retour inopiné de Luc, qui après un an d'absence, revient du Brésil la bouche en cœur avec une valise pleine d'excuses et un « cadeau » pour le moins original… Wanda s'installe quant à elle chez Isabelle pour apprendre à se comporter en vraie bourgeoise. Pour couronner le tout, une entreprise de pompes funèbres, dirigée par un couple peu scrupuleux, s'installe sur le trottoir d'en face avec la ferme intention de couler la concurrence d'Isabelle. Démarre alors une guerre sans merci où… tous les coups sont permis !

### Épisode 3:Je vous salue Maman
- Diffusion : 20 février 2013 sur France 2
- Audience : 4 042 000 téléspectateurs (16,1% de part d'audience)

Isabelle Garnier est radieuse depuis que Franck a emménagé avec elle… même son divorce n'est plus qu'une formalité, mais Luc, son ex-mari en a décidé autrement : non content de l'avoir trompée avec sa propre meilleure amie, quittée sans préavis en vidant les comptes, et mis un jaguar dans les pattes à son retour, il réclame la maison familiale et la garde des enfants ! Et pour couronner le tout, il accuse son ex-femme d'être une mauvaise mère et lui met un enquêteur social sur le dos. Un coup dur pour Isabelle qui est en pleine crise d'identité depuis qu'une bonne sœur a débarqué dans sa vie, prétendant être la mère qu'elle n'a jamais connue… Bref, rien ne va plus pour la Smala !

### Épisode 4:Merci du cadeau
- Diffusion : 4 septembre 2013 sur France 2
- Audience : 3 161 000 téléspectateurs (13,4% de part d'audience)

Le divorce d'Isabelle prononcé, plus rien ne s'oppose à son union avec Franck. Mais dès ses premiers pas en Guadeloupe, Franck est bouleversé par son retour sur place, après dix-sept ans d'absence.

### Épisode 5:Drôle d’héritage
- Diffusion : 29 janvier 2014 sur France 2
- Audience : 3 524 000 téléspectateurs (13,9 % de part d'audience)

Isabelle est au bord de l’implosion. Les préparatifs en vue du déménagement s’accélèrent, lorsqu'une mauvaise nouvelle arrive : la maison dans laquelle elle devait s’installer vient de lui échapper. Une tuile ne tombant jamais seule, Isabelle doit se rendre en province pour régler la succession de sa mère, qui vient de mourir. Mado lui a légué la moitié de la maison qu'elle partageait avec sa compagne Catherine, commissaire de police un brin rigide, ainsi qu'une boîte de nuit dans laquelle tous les jeunes homosexuels de la région, en rupture avec leur famille, ont trouvé refuge. Tandis que Wanda propose de reprendre en main les lieux, à sa façon, Franck se démène pour trouver un nouveau toit pour la smala.

### Épisode 6:Vos papiers, s'il vous plaît!
- Diffusion : 12 mars 2014
- Audience : 2 945 000 téléspectateurs (11,6 % de part d'audience)

Isabelle Garnier nage dans le bonheur. Sa vie lui procure bien des satisfactions : son couple, uni, fait des envieux, et ses enfants font sa fierté. Pourtant, Isabelle et sa smala doivent faire avec cette chère madame Dardel. Tout en bonté, la mère au foyer l'avait recueillie, en attendant qu'elle trouve une place en maison de retraite. Désormais indélogeable, «la Dardel» prend ses aises et pousse la famille à bout. Nelly, la fille adoptive d'Isabelle, rêve quant à elle de connaître ses origines et de s'envoler pour le Sénégal. Une perspective qui terrifie sa pauvre mère.

### Épisode 7:Tout va bien se passer
- Première diffusion :
  -  Suisse : 23 novembre 2014 sur RTS Un
  -  France : 18 mai 2016 sur France 2
- Audience : 2 519 000 téléspectateurs (soit 10,4 % de part de marché)

Isabelle met les petits plats dans les grands avec sa Smala afin d'accueillir Sybille, la fille de Franck, pour une semaine de vacances. Mais quand la jeune fille à peine débarquée l'appelle « Madame » et annonce qu’elle s’installe définitivement chez son père, Isabelle, plus perturbée qu’elle ne veut se l'avouer, enchaîne les boulettes. Elle perd un camarade de Kim pendant une sortie scolaire et inverse deux corps envoyant à la crémation le père du Préfet à la place du défunt Blanchard ! Isabelle, inquiète pour sa santé, consulte un médecin très convaincant qui soupçonne une tumeur au cerveau. Isabelle, convaincue que son heure est proche, prépare l'avenir au cas où… pendant que Sybille continue de semer la zizanie au sein de la famille !